# Piazza dei Cavalieri

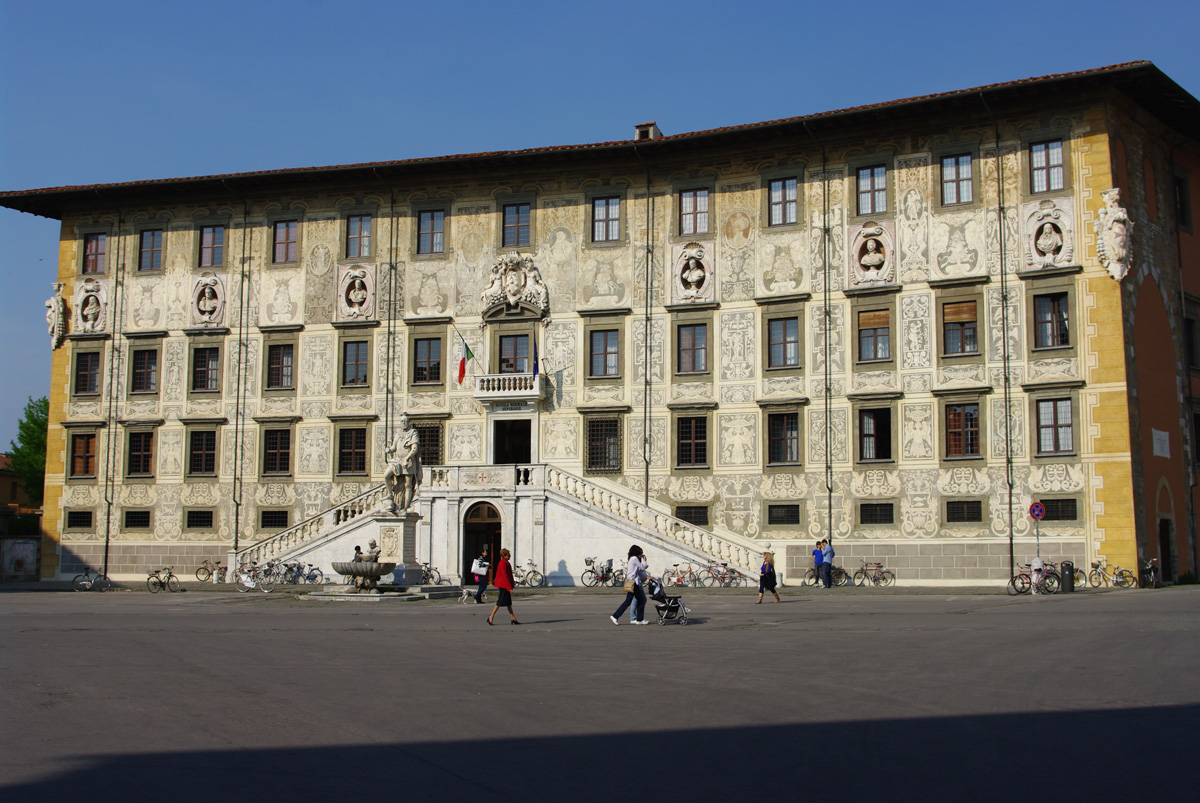
Vue du palazzo della Carovana sur la piazza dei Cavalieri

La Piazza dei Cavalieri (« place des cavaliers » au sens de chevaliers) est une place de Pise, en Toscane (Italie). C'est, après la Piazza dei Miracoli, la plus célèbre de Pise.
À l'origine centre du pouvoir politique de la ville, elle a été profondément transformée à la Renaissance, sous l'impulsion de  Cosme Ier de Médicis, premier Grand duc de Toscane de 1537 à 1574, qui voulait en faire le siège de l'ordre des chevaliers de Saint-Étienne. C'est le célèbre architecte Giorgio Vasari qui a remanié la place conformément aux souhaits de Cosme Ier.
Aujourd'hui, la place est devenue un lieu très fréquenté par les étudiants, depuis qu'elle accueille le siège de la prestigieuse Scuola Normale Superiore.

## Histoire
Cette place, à l'emplacement de l'ancien forum, s'appelle au Moyen Âge la piazza delle Sette Vie. Elle connaît une première phase de développement entre les XIIe et XIVe siècles, en devenant le cœur de la Commune de Pise. Elle est composée de plusieurs tours, maisons et maisons-tours (case-torri, typiques de la Toscane médiévale) qui abritent diverses institutions municipales.
Le palazzo degli Anziani est le siège des représentants des citoyens, composé de la réunion de plusieurs tours et case-torri. Le palazzotto del Capitano (résidence du capitaine du peuple) est construit au début du XIIIe siècle. La place accueille également la célèbre Torre dei Gualandi, aussi appelée « Tour de la Faim » parce que le comte Ugolin della Gherardesca, commandant de la flotte pisane lors de la défaite de la Meloria, y fut condamné à mourir de faim (personnage repris par Dante Alighieri dans la Divine Comédie).
C'est cet espace que choisit  Cosme Ier de Médicis pour y abriter l'ordre des chevaliers de Saint-Étienne, qu'il a fondé en 1562. Cet ordre de chevalerie avait pour mission de combattre les Turcs et l'Infidèle. C'est une manière aussi pour le grand duc de Toscane d'asseoir son autorité, en rivalisant avec les autres familles princières européennes, et en créant une institution nobiliaire directement dépendante de lui.
Le choix de la piazza degli Anziani à Pise est à la fois stratégique et politique. Il s'agit de faire de Pise la base navale de la Toscane mais aussi de montrer la domination florentine sur la ville, en remaniant complètement le siège des anciennes institutions communales.
Il charge l'architecte, peintre et historien de l'art Giorgio Vasari de réaliser son projet. Celui-ci décide d'intégrer les anciens bâtiments médiévaux dans un ensemble ordonné et symétrique, principalement en travaillant sur leurs façades. Il crée ainsi un ensemble unitaire d'une grande beauté, en construisant principalement le palazzo della Carovana, par réunion des divers bâtiments du palazzo degli Anziani', et l'église Santo Stefano.
Après la mort de Vasari, les travaux se poursuivent au début du XVIIe siècle. On construit le palazzo della Caninoca sur la partie sud, et sur la partie nord, le palazzo dell'Orlogio, par réunion du palazzotto del Capitano et de la Torre della Fame.
Au milieu du XIXe siècle, la place est choisie pour accueillir la Scuola Normale Superiore, fondée en 1810 par  Napoléon Ier. La plupart des édifices appartiennent aujourd'hui à cette école. La place est un lieu de vie étudiant.

## Principaux édifices

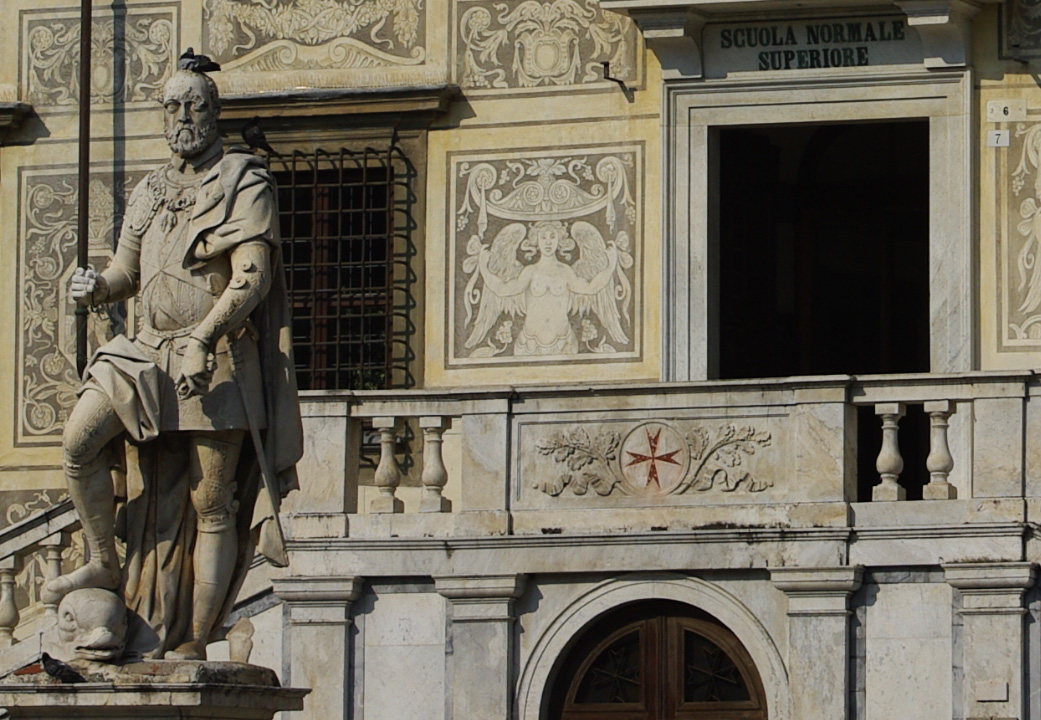
La statue de Cosme de Médicis devant le palazzo della Carovana.

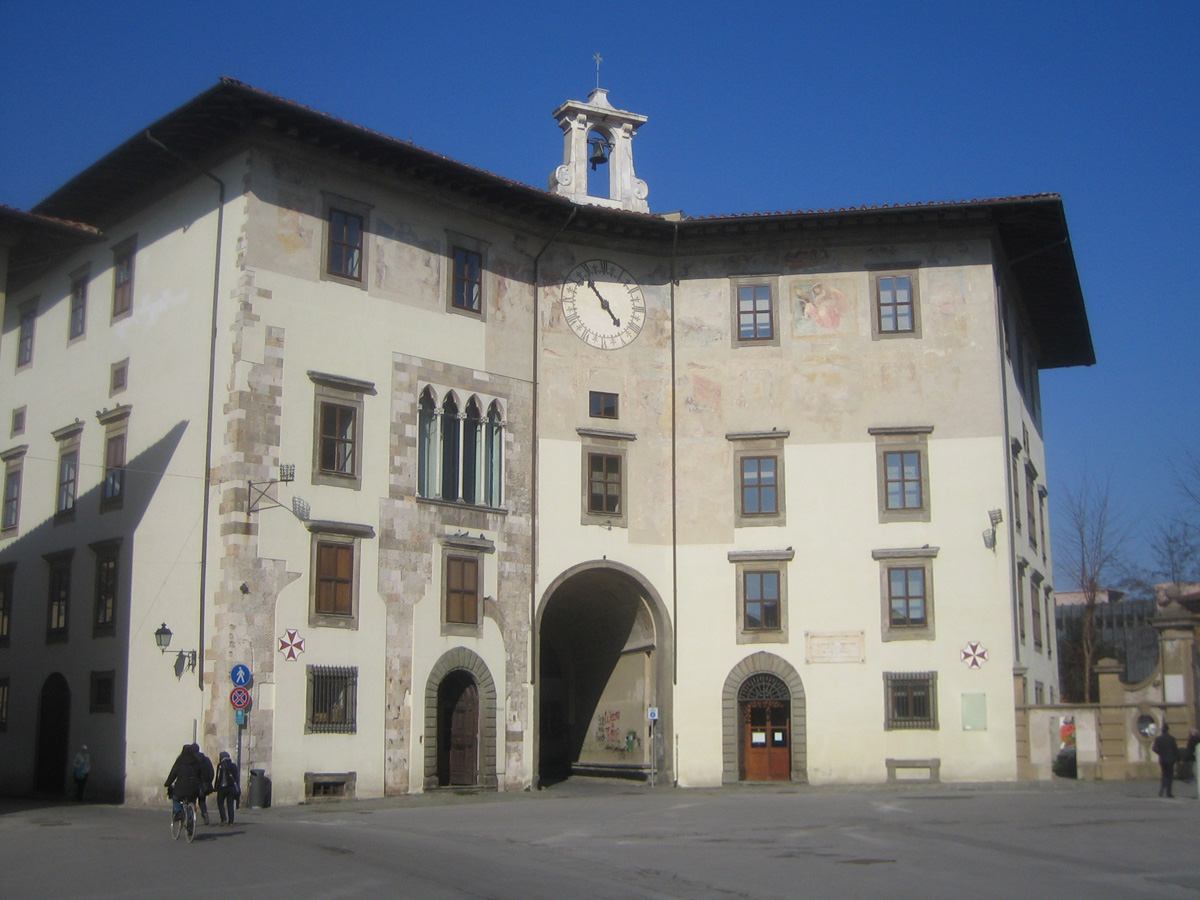
Le palazzo dell'Orlogio.

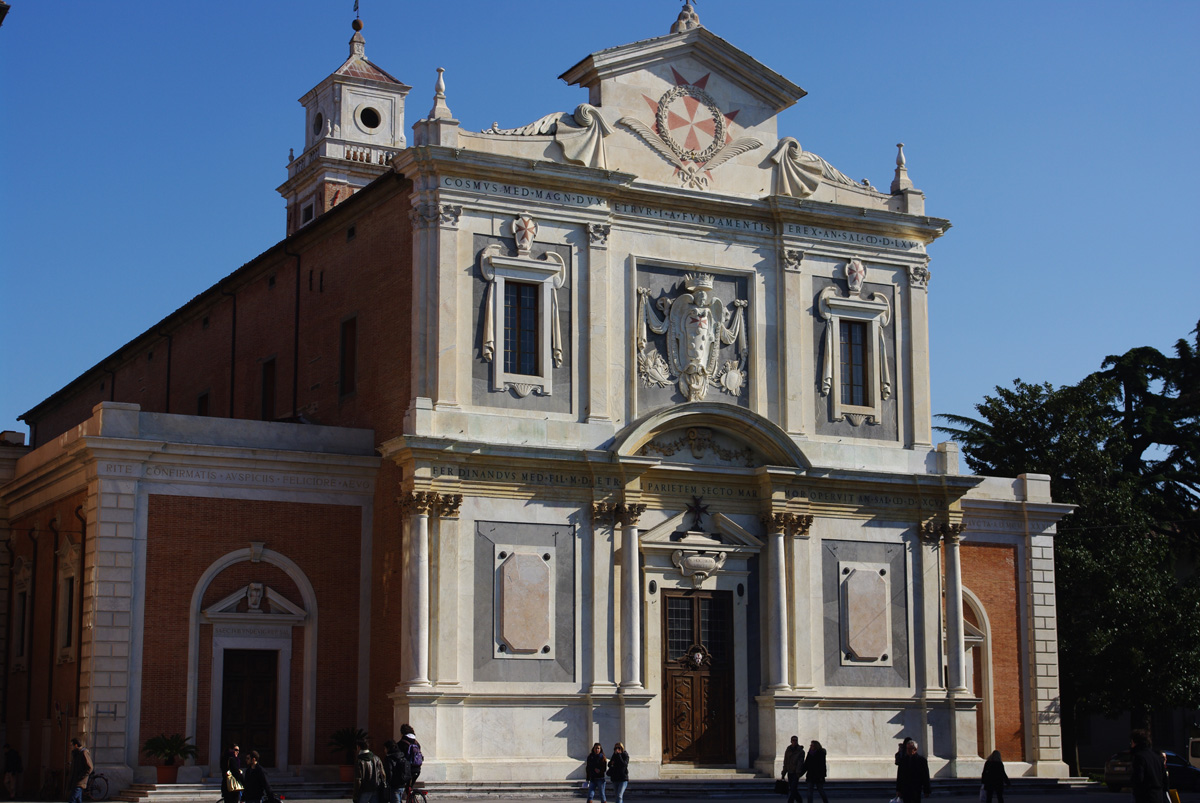
L'église Santo Stefano.

### Palazzo della Carovana
C'est le principal bâtiment de la piazza dei Cavalieri. Il fut construit par Vasari entre 1562 et 1564. L'architecte voulait respecter la structure du bâtiment existant, le palazzo degli Anziani, édifice hétérogène, mais en l'unifiant par une élégante façade. L'on peut encore voir des éléments de l'ancienne structure sur le côté gauche de l'édifice.
Le clou de l'édifice est donc la façade, réalisée selon la technique du sgraffito. Cela donne une succession de motifs blancs sur fond gris foncé, qui représentent des signes du zodiaque et les vertus civiles, religieuses et militaires du grand duc.
L'ensemble est complété par des bustes des grands-ducs de Toscane, réalisés entre 1588 et 1718, dans des niches sous les fenêtres du dernier étage.
En 1821, on ajoute au palais un double escalier néoclassique.
Le palais fut donc le siège de l'ordre des chevaliers de Santo Stefano dès 1564. En 1847, il devient le siège de la Scuola Normale Superiore. Il accueille les principaux cours de l'école.

### Statue de CosmeIer
Elle se situe devant le palazzo della Carovana et fut commanditée par Ferdinand Ier en 1596 au sculpteur Pietro Francavilla. Elle représente le père de Ferdinand, Cosme Ier, avec un bâton de commandement (disparu) et un dauphin à ses pieds, symbole de sa domination sur les mers.

### Palazzo dell'Orologio
Il est réalisé en 1605-1608 par l'union de l'ancien palais médiéval du capitaine du peuple et de la Torre della Fame, où mourut le comte Ugolino de la Gherardesca, un épisode raconté par Dante au chant XXXIII de l'Enfer. La réunion des deux éléments se voit encore dans la façade incurvée de l'ensemble et la voûte centrale, qui divise l'édifice en deux.
Il était décoré de fresques réalisées au XVIIe siècle et qui célébraient le bon gouvernement des Médicis. Bien que très dégradées, une partie de ces fresques sont encore visibles dans le tiers supérieur de l'édifice.
Jusqu'en 1804, il servit de résidence aux vieux chevaliers. Depuis le début du XXe siècle, il fait office de bibliothèque de la Scuola Normale Superiore.

### Église Santo Stefano dei Cavalieri
Également construite par Vasari, il en  rasa la vieille église préexistante en 1565 pour construite l'église Santo Stefano dei Cavalieri. La façade, réalisée en marbre blanc de Carrare, fut dessinée par Don Giovanni de Médicis, fils naturel de Cosme Ier et architecte. Le campanile a été ajouté en 1570-1572.

### Palazzo della Canonica
L'édifice occupe la partie orientale de la place. Il est conçu sur le même schéma que le palazzo della Carovana, bien que la façade soit beaucoup moins décorée. Vasari en est peut-être également le concepteur.
Il abritait les clercs de l'ordre des chevaliers de Santo Stefano. Aujourd'hui, c'est l'un des bâtiments universitaires de la Scuola Normale Superiore.